# Дориа, Джованни Баттиста
Джованни Баттиста Дориа (итал. Giovanni Battista Doria; Генуя, 1470 — Генуя, 1554) — дож Генуэзской республики.

## Биография
Сын Агостино Дориа и Сопраны Гримальди, родился в Генуе около 1470 года.
Судьба Джованни Дориа был неразрывно связана с известной фигурой адмирала Андреа Дориа. Вскоре после высадки в порту Генуи солдат адмирала Дориа Джованни был отправлен, наряду с другими гражданами, губернатором Теодоро Тривульцио для того, чтобы узнать намерения адмирала. По этому случаю они встретились тайно с Дориа, и тот объявил, что истинные причины его высадки "в общей борьбе за свободу и свержение власти Франциска I в Генуе".
В независимой республике Джованни Баттиста Дориа занимал ряд важных государственных должностей, и к 1536 году выдвинулся на первые роли в политической жизни республики. Через год, 4 января 1537 года, в присутствии Андреа Дориа, он был избран 50-м дожем Республики.
Во время его правления были достроены городские стены у Соляных ворот. Двухлетний срок полномочий Джованни закончился 4 января 1539 года. Он умер в Генуе около 1554 года и был похоронен в церкви Сан-Доменико.
В браке с Джеронимой Ломеллини Джованни не имел детей, в отличие от своего брата Джакомо Дориа, который был отцом девяти детей: двое из них, Николо Дориа и Агостино Дориа, были дожами в 1579-1581 и 1601-1603 годах.